# L'Action (1903-1924)
Pour les articles homonymes, voir L'Action.
L’Action (ou L’Action quotidienne) est un journal français publié entre 1903 et 1924.

## Histoire

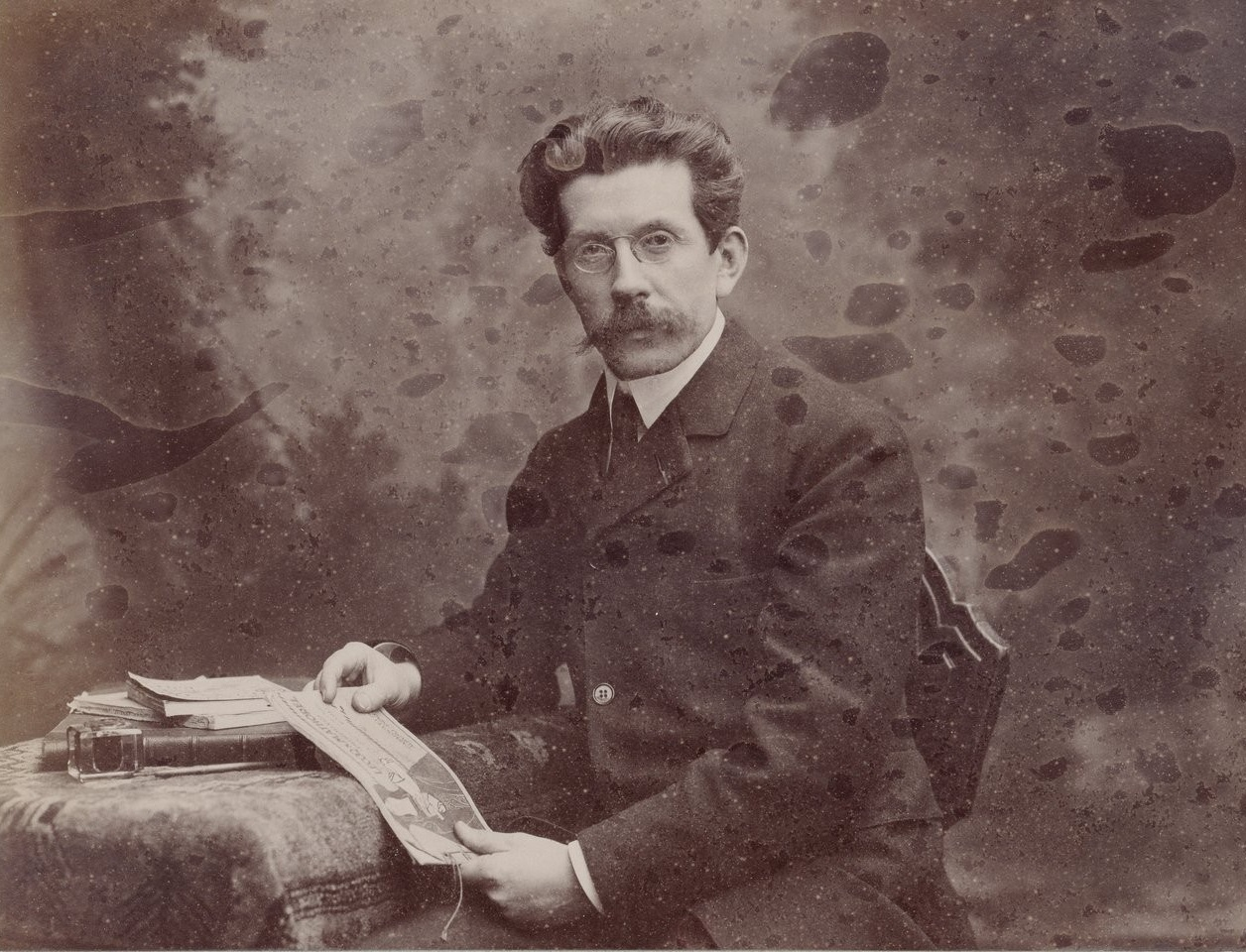
Henry Bérenger, directeur de L’Action.

Intitulé L’Action quotidienne anticléricale-républicaine-socialiste et lancé le 29 mars 1903, dans le contexte du « combisme », ce quotidien de gauche anticlérical s'inscrit dans la continuité de l'hebdomadaire La Raison, organe de la libre-pensée.
L’Action est présentée par ses deux directeurs, Henry Bérenger et Victor Charbonnel, comme l'organe quotidien de la « démocratie rationaliste ». Son principal adversaire est l’Église, « ennemie de toute vérité, de toute justice, de toute vie ». Afin de combattre celle-ci, les colonnes du journal se veulent ouvertes à tous les « républicains, radicaux, radicaux-socialistes, socialistes [et] libertaires ».

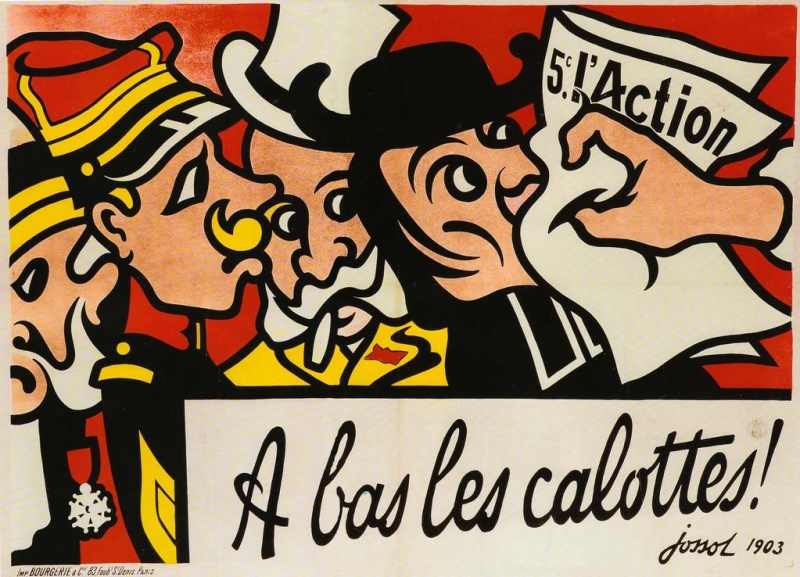
Affiche de Jossot (1903).

Le lancement de L'Action est annoncé par une affiche de Jossot, intitulée À bas les calottes !, sur laquelle une main d'ouvrier « mouche » avec le journal un curé, en bousculant un capitaliste, un militaire et un magistrat « tapinophage ».
Les débuts du journal sont difficiles. En effet, environ trois mois après son lancement, son déficit est tel que Bérenger doit s'adresser au sénateur Auguste Delpech pour sauver le quotidien. Une solution de financement est alors trouvée en accord avec le journal féministe La Fronde, dirigé par Marguerite Durand. Cette dernière devient ainsi la présidente du conseil d'administration de L’Action. Or, de profonds désaccords entraînent bientôt une rupture au sein de l'équipe dirigeante : à la fin du mois de janvier 1904, Charbonnel est évincé du journal, dont Bérenger est désormais le seul directeur. Charbonnel affirme alors que son éviction est due à son hostilité à une campagne de presse contre le privilège des agents de change, et que cette campagne aurait été commanditée par Delpech au profit des coulissiers.
En mai 1913, Léon Parsons devient rédacteur en chef, tandis que Bérenger reste directeur politique du journal.
En septembre 1917, le prix du numéro est doublé, passant de cinq à dix centimes.

## Collaborateurs notables
- Henry Bauër[1]
- Henry Bagnol[9]
- Charles Beauquier[9]
- Henry Bérenger[1]
- Aristide Briand[1]
- Ferdinand Buisson[1]
- Victor Charbonnel[1]
- Armand Charpentier[9]
- Georges Clemenceau[1]
- Charles Debierre[9]
- Auguste Delpech[9]
- Fernand Dubief[9]
- Charles Dumont[9]
- Ludovic-Oscar Frossard[10]
- Urbain Gohier[1]
- Henri-Gabriel Ibels[11]
- Henri Gustave Jossot[12]
- Gustave Kahn[9]
- Louis Lafferre[9]
- Odette Laguerre[9]
- Georges Lecomte[1]
- Alfred Massé[9]
- Adrien Meslier[9]
- Jane Misme[9]
- Maxence Roldes[9]
- Marcel Sembat[1]
- Adolphe Tabarant[9]
- Laurent Tailhade[1]
- Gustave Téry[1]
- André Tudesq[13]
- Eugène Thébault (d)[9]
- René Viviani[1]
- Albert Willm[9]